# Simone Barck
Simone Barck (* Juli 1944; † 16. Juli 2007) war eine deutsche Literaturwissenschaftlerin, Germanistin und Historikerin.

## Leben
Simone Barck wuchs in Greifswald auf. Sie studierte Germanistik und Slawistik und arbeitete nach dem Staatsexamen zunächst als Kulturreferentin an der Humboldt-Universität zu Berlin. Von 1970 bis 1991 arbeitete sie als wissenschaftliche Mitarbeiterin am Zentralinstitut für Literaturgeschichte der Akademie der Wissenschaften der DDR, wo sie 1987 mit der Arbeit Studien zum antifaschistischen Exil deutscher Schriftsteller in der Sowjetunion 1933–1945 die Promotion B erlangte. Danach war sie als Mitarbeiterin am Zentrum für Zeithistorische Forschung Potsdam tätig. Ihr Lexikon sozialistischer Literatur. Ihre Geschichte in Deutschland bis 1945 erschien 1994 im Metzler-Verlag. Forschungsschwerpunkte von Simone Barck waren Literatur und Verlagslandschaft der DDR. Sie lebte mit dem Literaturwissenschaftler Karlheinz Barck in Berlin-Mitte.

## Bücher (Auswahl)
- Johannes R. Bechers Publizistik in der Sowjetunion 1935–1945, Akademie Verlag, Berlin 1976. (Dissertation)
- mit Klaus Jarmatz (Hrsg.): Kunst und Literatur im antifaschistischen Exil 1933–1945, Verlag Philipp Reclam jun., Leipzig 1979.
- mit Klaus Jarmatz (Hrsg.): Kunst und Literatur im antifaschistischen Exil 1933–1945, Verlag Philipp Reclam jun., 2., vollständig überarbeitete und erweiterte Aufl. in 2 Bänden 1989. ISBN 3-379-00188-0.
- mit Silvia Schlenstedt, Tanja Bürgel, Volker Giel und Dieter Schiller (Hrsg.): Lexikon sozialistischer Literatur. Ihre Geschichte in Deutschland bis 1945, Metzler Verlag, Stuttgart/Weimar 1994. ISBN 3-476-01237-9.
- mit Martina Langermann und Siegfried Lokatis (Hrsg.): Zwischen „Mosaik“ und „Einheit“. Zeitschriften in der DDR, Christoph Links Verlag, Berlin 1999, ISBN 978-3-86153-191-3.
- mit Inge Münz-Koenen (Hrsg.): Im Dialog mit Werner Mittenzwei. Beiträge und Materialien zu einer Kulturgeschichte der DDR, Trafo Verlag, Berlin 2002. ISBN 3-89626-180-0.
- Antifa-Geschichte(n). Eine literarische Spurensuche in der DDR der 1950er und 1960er Jahre, Böhlau Verlag, Köln/Weimar/Wien 2003. ISBN 978-3-412-13802-8
- mit Anneke de Rudder und Beate Schmeichel-Falkenberg (Hrsg.): Jahrhundertschicksale. Frauen im sowjetischen Exil, Lukas Verlag, Berlin 2003. ISBN 3-931836-93-2.
- mit Siegfried Lokatis: Fenster zur Welt. Die Geschichte des DDR-Verlages Volk und Welt, Christoph Links Verlag, Berlin 2004, ISBN 978-3-86153-300-9.
- mit Siegfried Lokatis: Zensurspiele. Heimliche Literaturgeschichten aus der DDR, Mitteldeutscher Verlag, Halle an der Saale 2008, ISBN 978-3-89812-539-0.
- mit Stefanie Wahl (Hrsg.): Bitterfelder Nachlese. Ein Kulturpalast, seine Konferenzen und Wirkungen, Dietz Verlag, Berlin 2009. ISBN 978-3-320-02104-7.
- mit Ulla Plener (Hrsg.): Verrat. Die Arbeiterbewegung zwischen Trauma und Trauer, Dietz Verlag, Berlin 2009. ISBN 978-3-320-02192-4.